# Japalura major
Japalura major är en ödleart som beskrevs av Jerdon 1870. Japalura major ingår i släktet Japalura och familjen agamer. Inga underarter finns listade i Catalogue of Life.
Arten förekommer i bergstrakter i norra Indien och i Nepal. Arten lever i låglandet och i bergstrakter upp till 2600 meter över havet. Exemplaren vistas i blandskogar med en undervegetation av buskar från släktet Rhododendron. De besöker ibland gläntor med gräs.
För beståndet är inga hot kända. Hela populationen anses vara stor. IUCN listar arten som livskraftig (LC).